# 貝托爾德二世 (哲林根)

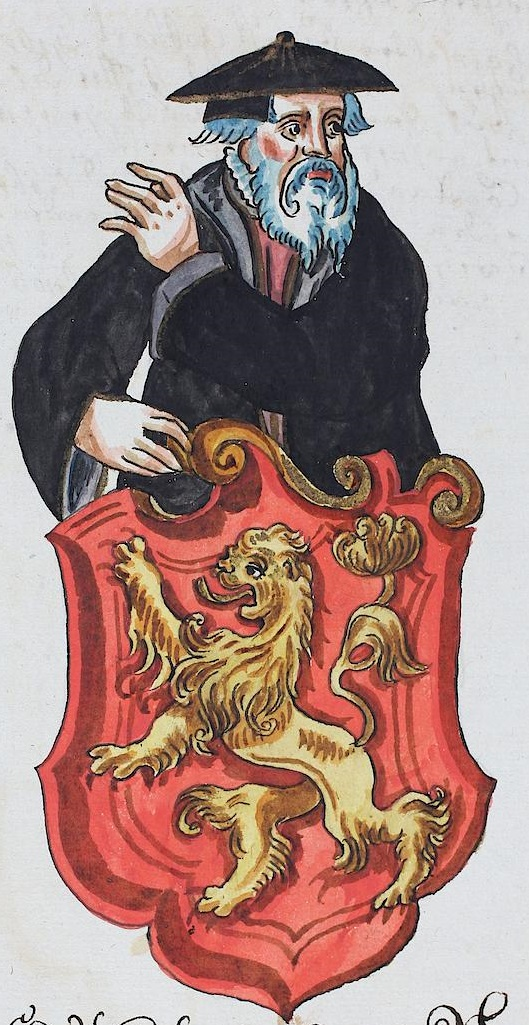
貝托爾德二世

貝托爾德二世（德語：Berthold II. von Zähringen，约1050年—1111年4月12日），士瓦本公爵（1092年—1098年）及哲林根公爵（1100年—1111年），他是哲林根家族的貝托爾德一世的兒子。1100年獲得哲林根公爵（Herzog von Zähringen）頭銜。有貝托爾德三世、康拉德一世兩個兒子。